# 아침 & 매일경제
아침 & 매일경제는 대한민국에서 평일 아침 8시부터 오전 9시 20분에 텔레비전으로 방송되는 MBN의 아침 뉴스 프로그램이다.

## 방송 시간
- 이전 토요일에는 주말 & 매일경제라는 명칭으로 방송되었다.

- 과거 : 평일 아침 8시 ~ 오전 9시 (1시간), 토요일 오전 10시 ~ 11시 20분 (1시간 20분)
- 2019년 9월 23일 ~ 12월 14일, 2020년 2월 19일 ~ 3월 7일, 2020년 4월 25일 ~ 2022년 9월 24일 : 평일 아침 8시 ~ 오전 9시 20분 (1시간 20분), 토요일 오전 10시 ~ 11시 10분 (1시간 10분)
- 2019년 12월 16일 ~ 2020년 2월 18일 : 평일 오전 9시 ~ 10시 20분 (1시간 20분), 토요일 오전 10시 ~ 11시 10분 (1시간 10분)
- 2020년 3월 9일 ~ 4월 17일, 2022년 10월 1일 ~ 2023년 일자 미상 : 평일 아침 8시 ~ 오전 9시 20분 (1시간 20분), 토요일 오전 10시 20분 ~ 낮 12시 (1시간 40분)
- 2024년 2월 19일 ~ 3월 16일 : 평일 아침 8시 ~ 오전 9시 20분 (1시간 20분), 토요일 오전 11시 40분 ~ 낮 1시 (1시간 20분)
- 2024년 3월 18일 ~ 4월 13일, 2025년 4월 19일 ~ 6월 14일 : 평일 아침 8시 ~ 오전 9시 20분 (1시간 20분), 토요일 오전 10시 40분 ~ 낮 12시 (1시간 20분)
- 2023년 일자 미상 ~ 2024년 2월 16일, 2024년 4월 15일 ~ 2025년 4월 11일, 2025년 6월 16일 ~ 현재 : 평일 아침 8시 ~ 오전 9시 20분 (1시간 20분)

## 같이 보기
- KBS 뉴스광장 (월~토요일) (KBS 1TV)
- KBS 아침뉴스타임 (평일) (KBS 2TV)
- MBC 뉴스투데이 (월~토요일) (MBC TV)
- 모닝와이드 1, 2부 (월~토요일) (SBS TV)
- 아침& (JTBC)
- 굿모닝 MBN, 굿모닝 월드 (MBN)
- TV조선 뉴스퍼레이드 (TV조선)
- 김진의 돌직구쇼 (채널A)